# Distretto di Tempelhof
Il distretto di Tempelhof (in tedesco Bezirk Tempelhof) era un distretto della città tedesca di Berlino.

## Storia
Il distretto di Tempelhof fu creato nel 1920 in seguito alla legge istitutiva della “Grande Berlino”, con la quale venivano annessi alla capitale tedesca una serie di città, comuni rurali e territori agricoli dell’immediato circondario.

Il distretto, indicato con il numero 12, comprese le aree fino ad allora costituenti i comuni rurali di Tempelhof, Lichtenrade e Marienfelde, oltre alla quasi totalità del comune rurale di Mariendorf (esclusa la località Südende assegnata al distretto di Steglitz) e a un'area disabitata già parte del comune di Buckow.
Nel 1945 il distretto fu assegnato al settore di occupazione statunitense e quindi a Berlino Ovest.
Nel 2001, nell’ambito della riforma amministrativa dei distretti berlinesi, il distretto di Tempelhof venne fuso con il distretto di Schöneberg, creando il nuovo distretto di Tempelhof-Schöneberg.
L’area dell’ex distretto di Tempelhof corrisponde oggi ai quartieri di Lichtenrade, Mariendorf, Marienfelde e Tempelhof.